# 索尔格河畔圣费利克斯
索爾格河畔圣费利克斯（法語：Saint-Félix-de-Sorgues，法語發音：[sɛ̃ feliks də sɔʁɡ]）是法国阿韦龙省的一个市镇，属于米约区。

## 地理
索尔格河畔圣费利克斯（43°53'3"N, 2°59'3"E）面积31 平方千米，位于法国奧克西塔尼大區阿韦龙省，该省份为法国南部内陆省份，位于法國中央高原南部，北起顺时针与康塔爾省、洛泽尔省、加尔省、埃罗省、塔恩省、塔恩-加龙省和洛特省接壤。
与索尔格河畔圣费利克斯接壤的市镇（或旧市镇、城区）包括：日萨克、马尔纳格和拉图尔、蒙塔尼奥勒、圣让和圣保罗、锡尔瓦内斯、韦索勒和拉佩尔。

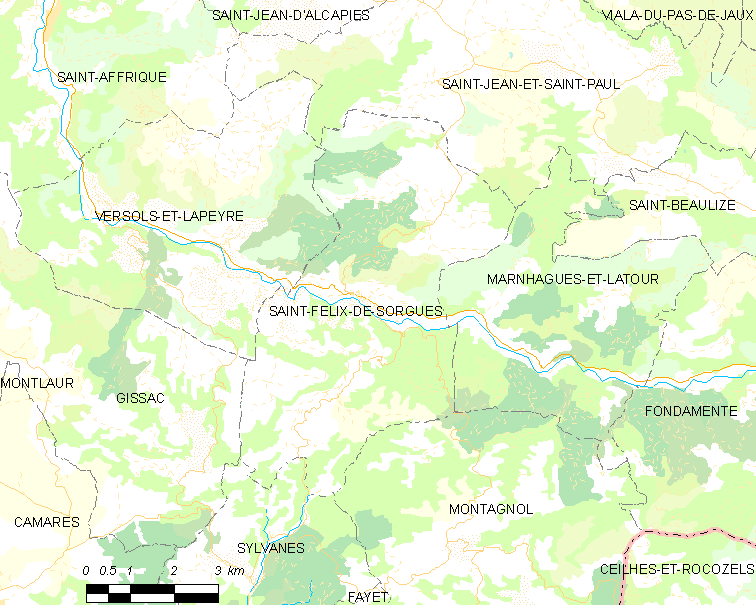
索尔格河畔圣费利克斯的OSM定位图

索尔格河畔圣费利克斯的时区为UTC+01:00、UTC+02:00（夏令时）。

## 行政
索尔格河畔圣费利克斯的邮政编码为12400，INSEE市镇编码为12222。

## 政治
索尔格河畔圣费利克斯所属的省级选区为圣阿夫里克县。

## 人口

1962-2008年间索尔格河畔圣费利克斯人口变化图示

索尔格河畔圣费利克斯于2022年1月1日时的人口数量为193人。